# Космос-1552
Космос-1552 је један од преко 2400 совјетских вјештачких сателита лансираних у оквиру програма Космос.
Космос-1552 је лансиран са космодрома Тјуратам, Бајконур, СССР, 14. маја 1984. Ракета-носач Сојуз је поставила сателит у орбиту око планете Земље. Маса сателита при лансирању је износила 6700 килограма. Космос-1552 је био осматрачки сателит.